# Meudang Ara (Syamtalira Bayu)
Meudang Ara is een bestuurslaag in het regentschap Aceh Utara van de provincie Atjeh, Indonesië. Meudang Ara telt 238 inwoners (volkstelling 2010).